# Adelaida de Roergue
Adelaida de Roergue (v 895 –?), era filla d'Ermengol, comte de Roergue i d'Adelaida.
Es casà l'any 915 amb Rodolf I, comte de Turena, i van tenir un fill: 
- Bernat I (915- 981), vescomte de Turena